# Elginovi marmorji
Elginovi marmorji (angleško Elgin Marbles) ali pars pro toto (latinsko pomeni del kot celota) ali Partenonski marmorji, pa  tudi Partenonska zbirka so zbirka klasičnih grških marmornih kipov in fragmentov, delo kiparja Fidije in njegovih pomočnikov, ki so bili del Partenona in drugih stavb na Atenski akropoli in jih je Thomas Bruce (1766–1841), sedmi grof Elgin, našel in pobral s stavb na Atenski akropoli ter prodal britanski vladi, ki jih je predala Britanskemu muzeju. Med njimi so tudi deli friza, nekaj metop, deli z vzhodnega in zahodnega pedimenta Partenona ter kip dekleta (Kora z Erehtejona). 
V Britanskem muzeju je več kot 75 od 165 metrov izvirnega friza, 15 od 92 metop, 17 figur s timpanonov in več arhitekturnih delov Partenona. Večina tega je del Elginove zbirke, manjše kose so prinesli drugi "popotniki".
Po osamosvojitvi leta 1832 je Grčija začela vrsto projektov za obnovo svojih spomenikov. Izrazila je svoje nestrinjanje z Elginovim odstranjevanjem kipov iz Akropole in Partenona, ki velja za enega največjih kulturnih spomenikov na svetu. Grčija se ne strinja s tem, da je britanska vlada pozneje kupila kipe, in zahteva vrnitev.
Leta 2014 je Unesco ponudil posredovanje med Grčijo in Združenim kraljestvom pri reševanju spora o Elginovih marmorjih, čeprav je to kasneje Britanski muzej zavrnil, češ da Unesco sodeluje z vladnimi organi, ne pa s skrbniki muzejev 

## Zgodovina
Thomas Elgin je bil ambasador in minister Njegovega britanskega veličanstva pri porti turškega sultana Selima  III. v Osmanskem cesarstvu. Takrat je bila Grčija del osmanske države.  Predstavnik visoke porte v Konstantinoplu kajmakam Seged Abdulah mu je dal dovoljenje (ferman) za odstranitev nekaj kamnov. 
" [...]Lahko izdelujejo odlitke, slikajo, merijo, izkopavajo in če želijo odnesti kakšne kamnite dele s starimi napisi in kipe, jim ne bo nihče nasprotoval."
Sultan Selim III. 
Prve kose so iztrgali iz stavb leta 1801. Domnevno je Elgin prvotno nameraval narediti mavčne odlitke. Ob svoji vrnitvi v Konstantinopel jeseni 1802 je od visoke porte dobil dodatna dovoljenja, ki so potrjevala zakonitost njegovih dejanj in drugih lokalnih uradnikov.
Od 1801 do 1812 so odstranili približno polovico ohranjenih skulptur iz Partenona, pa tudi skulpture iz propilej in Erehtejona, templja Atene Nike in drugih (grških) spomenikov. Marmorne kipe so po morju prevažali v Veliko Britanijo.
Prvi večji del Elginove zbirke je v London prispel januarja 1804. Veliko skulptur pa je moralo v Pireju čakati na prevoz vse do leta 1810. Septembra 1802 je ob grškem otoku Kiteri v nevihti potonila ladja HMS Mentor skupaj s tovorom (17 zabojev). Na srečo so lahko celoten tovor in potnike rešili. Elgin je zapustil veleposlaništvo leta 1803 in se leta 1806 vrnil na britanska tla. V naslednjih 10 letih je bila zbirka v njegovi lasti.
Leta 1811 je Elgin v Londonu (anonimno) izdal zagovor svojih dejanj, to  je Memorandum o prizadevanjih grofa Elgina v Grčiji (A  Memorandum on the subject of the Earl of Elgin’s Pursuits in Greece), saj je bil deležen več kritik. 
Zadnja pošiljka je prišla v London leta 1812 in leta 1816 je Elgin celotno zbirko prodal britanski kroni za 35.000 £, kar je bila približno polovica Elginovih stroškov.  Eden izmed Elginovih pogojev, ki jih je britanska vlada sprejela ob nakupu zbirke leta 1816, je bil, da se bo zbirka imenovala po njem (tj. Elgin Marbles oziroma Elgin Collection). Zaradi zloglasnosti Elginovega imena, ki je postal sinonim za kulturno plenjenje, zadnja desetletja Britanski muzej raje uporablja izraz Partenonska zbirka oziroma Partenonske skulpture (Parthenon Sculptures).
Od leta 1939 je Elginov marmor v Britanskem muzeju predstavljen v posebnem prostoru, ki ga je podaril trgovec z umetninami Joseph Duveen in je med najbolj znanimi eksponati muzeja. Med drugo svetovno vojno je bil shranjen na postaji podzemne železnice Aldwych, da bi ga zaščitili pred letalskimi napadi. 
V letih 1937–38 so želeli zbirko narediti privlačnejšo, zato so jo "spolirali in pobelili" s posebno kislino in tako uničili prvotno površino. To so dolgo prikrivali. William St. Clair je v devetdesetih letih dobil dostop do dokumentov notranje komisije Britanskega muzeja, ki je proučevala te dogodke.

## Vprašanje vračanja
Vprašanje o vrnitvi Elginovih marmornih kipov je med najstarejšimi razpravami o vračanju. Začetne razprave segajo v 19. stoletje. Poslanec britanskega parlamenta Hugh Hammersley je že 7. junija 1816, še preden je zbirka prišla v Britanski muzej, zahteval repatriacijo Elginove zbirke. V nasprotju z vračanjem drugih predmetov, kot je doprsni kip Nefretete iz Egipta, se to nanaša na vsa umetniška dela, ki so bila odvzeta s prevaro.
V grških in delih britanske javnosti so menili, da je treba dele združiti s stvaritvami. Pravnih možnostih pa grška vlada nima, tako da preostanejo le pritožbe in osebne zaveze.
Takratna grška ministrica za kulturo Melina Mercouri se je z vprašanjem o vračanju umetnin obrnila na javnost. Leta 1983 je bil v Londonu ustanovljen britanski odbor za vračanje partenonskih marmornih kipov (British Committee for the Restitution of the Parthenon Marbles, BCRPM), ki je  del Mednarodnega združenja za ponovno združitev partenonskih skulptur (International Association for the Reunification of the Parthenon Sculptures).
Mnenja se razlikujejo, vendar ne spreminjajo ničesar. Navedbe Britanskega muzeja, da v Atenah ni primernega kraja za predstavitev Elginovih  marmornih kipov, so precej neutemeljene, saj je odprta nova stavba muzeja Akropole, v kateri je prostor, namenjen manjkajočim kiparskim kosom.
Vprašanje vračanja je znova in znova na dnevnem redu.
Leta 2006 je Univerza v Heidelbergu izročila majhen del iz Partenona, 8 x 11 cm, muzeju  Akropola v Atenah. Fragment naj bi prišel leta 1871 kot darilo popotnika v zbirko v Heidelbergu.
Na tiskovni konferenci v Londonu leta 2014 o filmu Varuhi zapuščine (The Monuments Men) je govoril George Clooney in se zavzel za vrnitev Elginovih marmornih kipov. Londonski župan Boris Johnson ga je obtožil "ropanja umetnosti, kar je počel Hitler". Izjavo je Clooney  komentiral ironično. 
Maja 2015 je grška vlada napovedala, da si bo za vrnitev kipov prizadevala na sodišču. To je bilo pred pravnim mnenjem, da so možnosti za zmago na sodišču praktično brezupne. 